# London Rollergirls
Les London Rollergirls (LRG) sont une « ligue » (club sportif) féminine de roller derby sur piste plate à but non lucratif, situé à Londres en Angleterre. Fondé en avril 2006, les London Rollergirls sont le plus ancien club de roller derby féminin du Royaume-Uni. Le club est autogéré par les patineuses et promeut l'esprit sportif, la charité, le travail d'équipe ainsi que l'émancipation des femmes. Le club vise également à représenter les populations diverses de la région de diverses Londres en ce qui concerne le physique, les professions, l'orientation sexuelle, l'ethnicité et la nationalité. Les London Rollergirls suivent les règles instaurées par la Women's Flat Track Derby Association (WFTDA) dont elles sont affiliées, tout en étant parallèlement affiliées à la United Kingdom Roller Derby Association (UKRDA).
Le nom des London Rollergirls ainsi que le logo, sont des marques déposées au Royaume-Uni et en Europe.

## Historique du club
Les LRG débutent en avril 2006. Le club inclut plus de 60 membres, s'ajoute à cela les arbitres et les équipes de soutien « Jeerleader ». Les London Rollergirls ont fait leur premier match le 7 september 2007, au Royaume-Uni dans une salle comble de plus de 500 personnes. Les LRG ont effectué leur premier match interclubs britannique en mars 2008 face aux Irn Bruisers du club des Glasgow Rollergirls. Leur premier international s'effectua en juin 2008 contre l'équipe du Canada (une équipe canadienne, composée de patineuses venant du Toronto Roller Derby, des Oil City Derby Girls (Edmonton), des Terminal City Roller Girls (Vancouver), de la Calgary Roller Derby Association et du Saskatoon Roller Derby.
En juillet 2009, les London Rollergirls ont accueilli le premier tournoi de roller derby en Europe. Nommé le Roll Britannia le tournoi se composait de 12 équipes du Royaume-Uni et d'Allemagne. Le tournoi a eu lieu au Earls Court Exhibition Centre de Londres. Les London Rollergirls ont remporté le tournoi et devinrent les premiers champions du roller derby européen.
Le 4 novembre 2009, les London Rollergirls rejoignirent le programme d'apprentissage de la WFTDA et ont obtenu le statut de membre à part entière en juin 2010. Les London Rollergirls ont été le premier club en dehors de l'Amérique du Nord à devenir membre de la WFTDA.
Les LRG sont le premier club en dehors des États-Unis, à entrer dans le top 20 du classement de Derby News Network en mai 2010, après une tournée nord-américaine réussie où elles ont battu le Providence Roller Derby, les CT RollerGirls, et perdu d'un point face à l'équipe des Philthy Britches du club les Philly Rollergirls.

## Les équipes
Les London Rollergirls ont une équipe all-star pour les matchs interclubs. Elle se nomme le London Brawling, dont le nom est inspiré de la chanson London Calling du groupe punk rock britannique The Clash. Les couleurs de l'équipe sont celles du club, à savoir rose et noir.
Les London Rollergirls équipe B, ou équipe réserve, est appelé les London Brawl Saints et débutèrent en juin 2009.
Durant l'été 2008, trois équipes de plus ont été constituées : les Steam Rollers, les Suffra Jets et les Ultraviolent Femmes. Une quatrième équipe, les Harbour Grudges a débuté en 2010.
Le championnat 2009 du club fut gagné par le Suffra Jets. Les Steam Rollers terminèrent deuxième, les Ultraviolent Femmes troisième.
Le championnat 2010 du club fut gagné par le Suffra Jets. Les Ultraviolent Femmes terminèrent deuxième, les Steam Rollers troisième.